# Costa Atlantica
Costa Atlantica — круизное судно класса «Spirit» в собственности компании Costa Crociere было построено в 2000 г. в Финляндии на Новой верфи в Хельсинки. Летние круизы под названием Великолепие Норвегии по маршруту: Копенгаген — Флом — Гейрангер — Ставангер — Осло — Берлин — Копенгаген и Балтийская Фантазия по маршруту: Копенгаген — Стокгольм — Таллин — Санкт-Петербург — Берлин — Копенгаген. В зимне-весенний период судно эксплуатируется в Западных Карибах по маршруту: Майами — Ямайка — Каймановы острова- Роатан — Козумель — Нассау — Майами. В 2012 году судно на Балтике сменила Costa Fortuna. Зимой 2012/2013 судно совершает рейсы из Дубая, а с апреля 2013 из Сингапура и Шанхая.
Судном-близнецом является Costa Mediterranea, а также с визуально иной формы трубой Carnival Spirit, Carnival Pride, Carnival Legend, Carnival Miracle.

## На борту
Судно имеет более 1000 кают (из них 620 кают и 54 свита имеют собственный балкон). Для путешествующих открыты двери 4 ресторанов и 12 баров (включая Коньячный, Винный и Сигарный), 4 бассейнов (один из них имеет раздвижную крышу и водяную горку), 4 джакузи. Для занятий спортом имеется многоцелевой спортзал, оздоровительный центр Ischia SPA с тренажёрным залом, косметическими салонами, сауной и парной. Театральный зал, казино и дискотека занимают три палубы.

## Фотографии
Отправление из Таллина 10 августа 2011 г.

Costa Atlantica отходит от причала вечером в 18:15
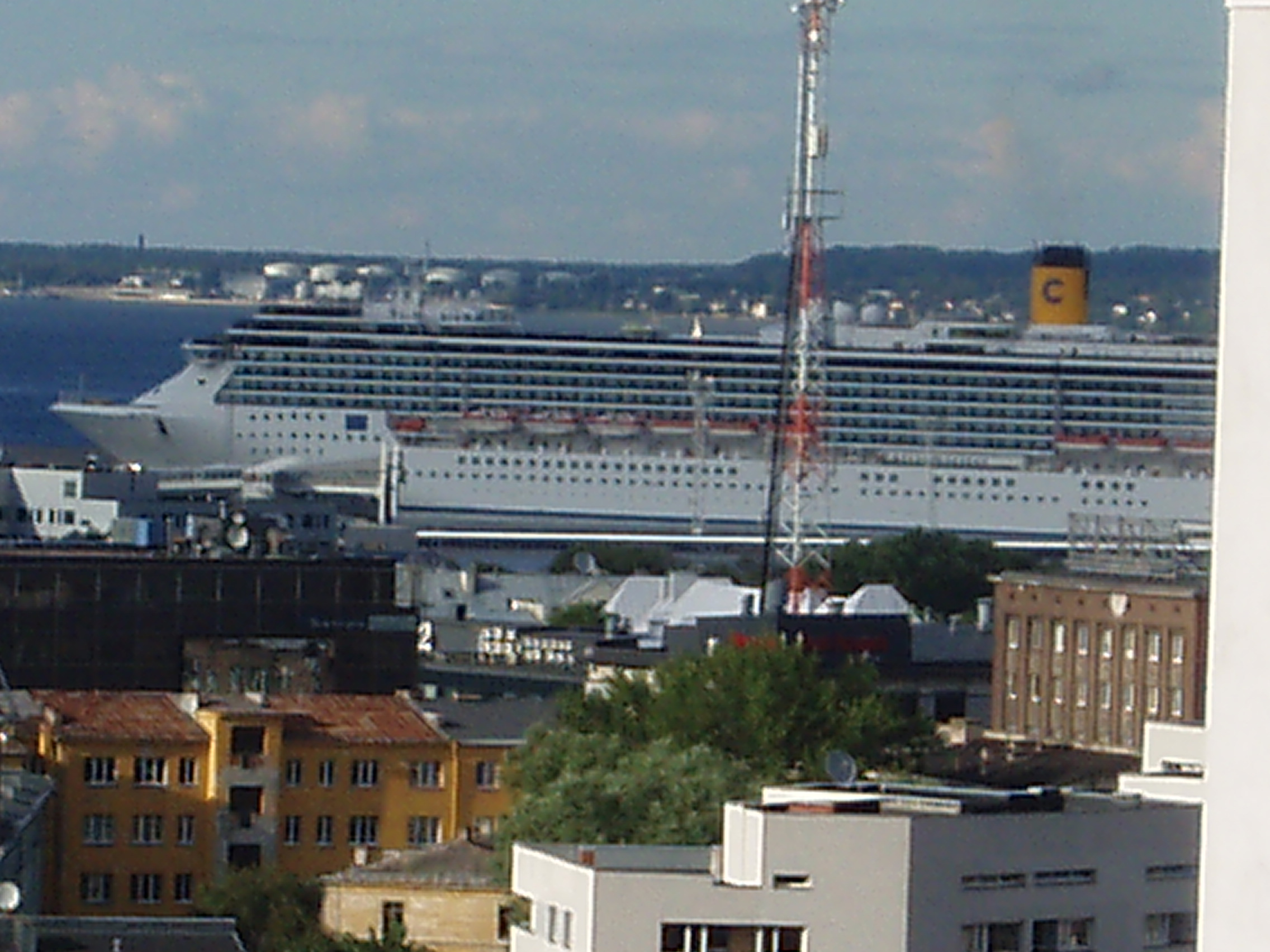
Последние мгновения в Таллине
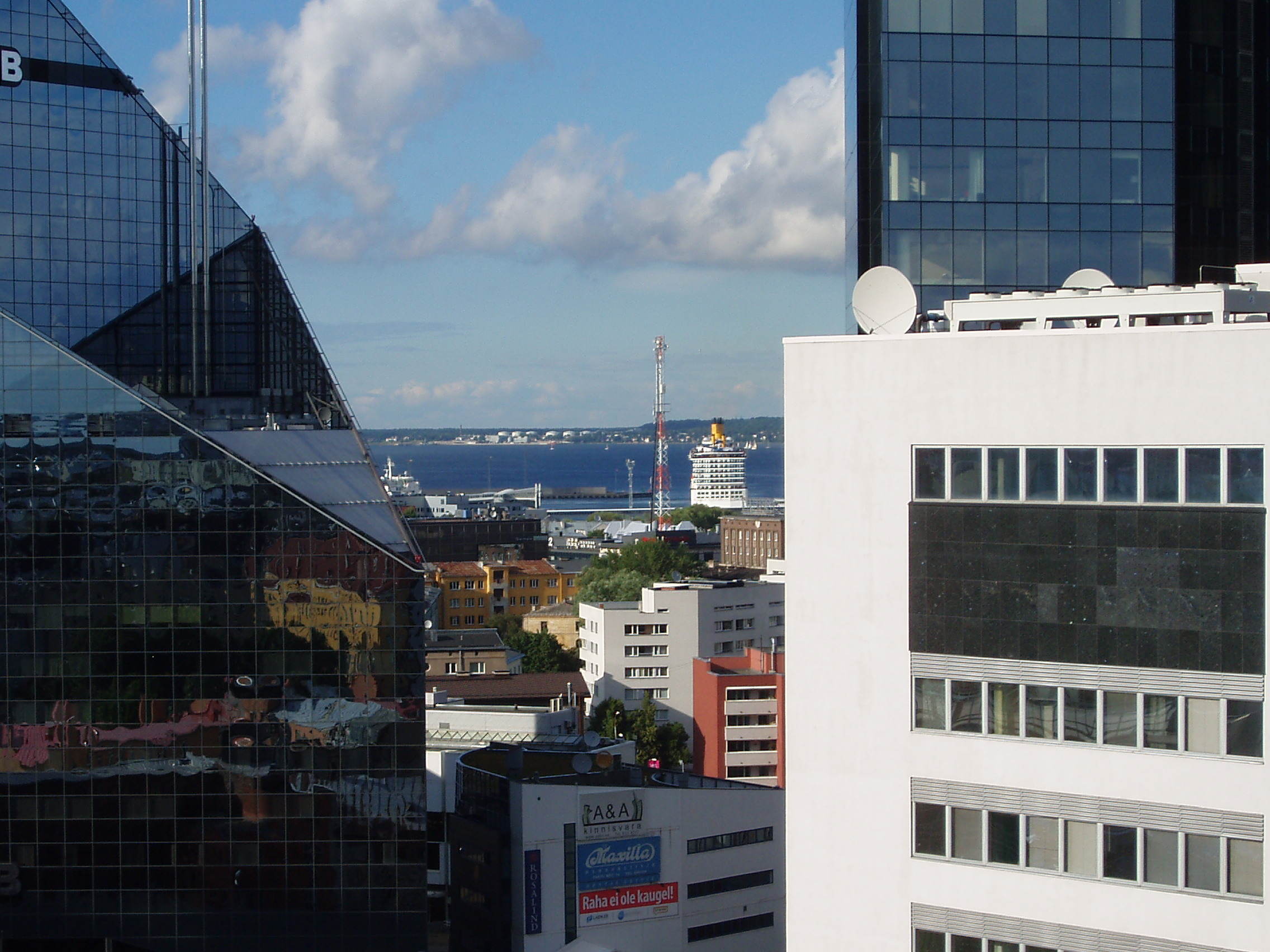
Поворот практически на месте
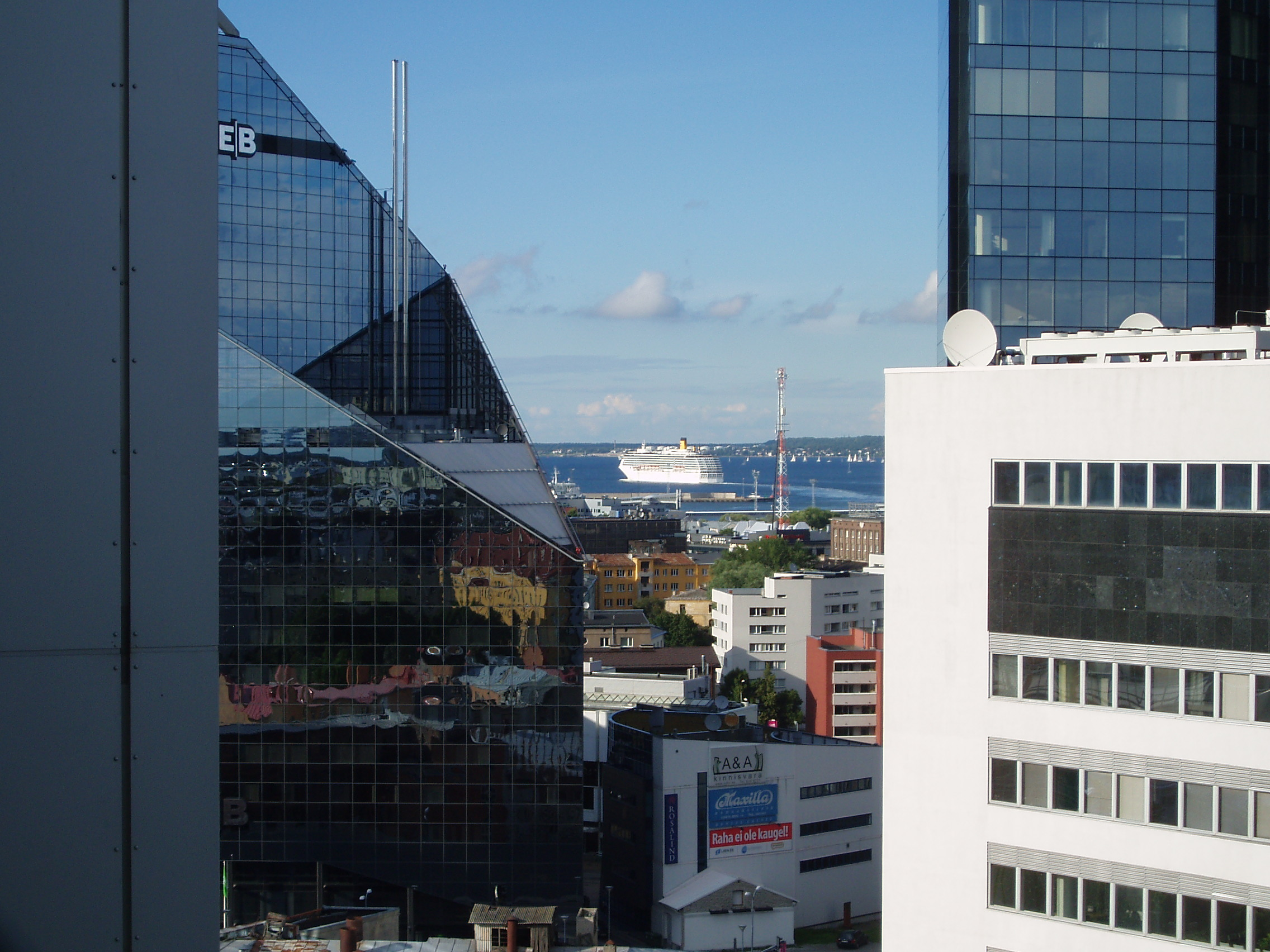
Costa Atlantica покидает Таллинский порт 10.08.2011